# Missa sancta Nr. 1
Die Missa sancta Nr. 1 in Es-Dur op. 75a (J. 224, WeV A. 2) ist eine Messe, die Carl Maria von Weber 1818 anlässlich des Namenstages des Königs Friedrich August I. von Sachsen komponierte. Der Namenstag lag am 5. März. Sie ist eines von Webers nahezu unbekannten Werken und wird wegen der zeitlichen und inhaltlichen Nähe zum im gleichen Jahr komponierten Freischütz gelegentlich als „Freischütz-Messe“ bezeichnet.
Die Missa sancta Nr. 1, auch Missa solemnis oder einfach Messe Nr. 1 genannt, steht in engem Verhältnis zu der ebenso 1818 komponierten Messe Nr. 2 in G-Dur, die anlässlich des 50. Hochzeitstages des Königspaares entstand. Somit sind beide Messen Gelegenheitskompositionen. Sie wurden in der katholischen Dresdner Hofkirche unter der Leitung des Komponisten uraufgeführt.
Mit der Komposition der Missa sancta Nr. 1 erstrebte Carl Maria von Weber die besondere Gunst des Königs. Die erste vollständige Aufführung dieser Messe fand aber erst am Osterdienstag, dem 24. März des Jahres, in Anwesenheit des Königs statt, der ihm wenige Tage später ein kostbares Geschenk als Zeichen des Dankes überreichen ließ.

## Die Besonderheiten der Messe
In der Dresdener Hofkirche hatte damals noch immer die strenge Anordnung der katholischen Kirche ihre Gültigkeit, die die Mitwirkung von Frauenstimmen im Gottesdienst verbot (mulier taceat in ecclesia). Sopran und Alt wurden deshalb im Chor stets von Knaben gesungen, und die entsprechenden Solopartien übernahmen Männer. Den Solosopran sang der berühmte Kastrat Filippo Sassaroli, der über eine phänomenale Stimme verfügte. Die Es-Dur Messe gehört auch heute noch zum Repertoire der Dresdener Hofkirche. Darüber hinaus wird sie nur äußerst selten aufgeführt.
Das Außergewöhnliche, ja wohl Einmalige dieser Messe besteht darin, dass Weber nach dem Credo in den Kanon des Ordinariums (Kyrie, Gloria…), dessen Texte während des ganzen Kirchenjahres unverändert bleiben, die Vertonung eines Offertoriums einfügt, das zum Proprium, zu den je nach den Festeszeiten wechselnden Teilen, gehört; es ist das Gebet zur Opferung.
Weber wählte nun als Einschub für seine Messe ein Offertorium, wie es u. a. vorgesehen ist für das Fest des hl. Johannes des Täufers (24. Juni), Schutzpatron der Musik. Die betreffenden liturgischen Worte heißen im Original: Gloria et honore coronasti eum: et constituisti eum super opera manuum tuarum, Domine., aus Psalm 8: „Mit Ruhm und Ehre hast Du ihn gekrönt und hast ihn über die Werke Deiner Hände gesetzt, o Herr.“ (Ps 8,6 ) Der eigentliche Grund für die Auswahl dieses Offertoriums war aber zweifellos ein anderer. Die Komposition der Messe war als Huldigung für den sächsischen König bestimmt, und mit den religiösen Formeln des Offertoriums zum Feste des hl. Johannes wird nun der sächsische König als ein von Gott gekrönter und über alles erhabener Regent gefeiert.

## Grundsätzliche Anmerkungen zum Kompositionsverfahren
Obwohl die Messe parallel zum Freischütz entstanden ist und es hier und da auch gewisse Anklänge daran gibt (man nennt sie daher auch öfter Freischütz-Messe), verzichtet Weber – abgesehen vom Offertorium – bewusst auf alle opernhafte Effekte. Insgesamt steht er dem altehrwürdigen kultischen Text mit großem Respekt gegenüber. Das Orchester setzt sich zusammen aus der Streichergruppe, den Holzbläsern (2 Flöten, 2 Oboen, 2 Klarinetten, 2 Fagotte) und 2 Hörnern. Trompeten und Pauken werden nur sehr sparsam eingesetzt, die Posaunen fehlen ganz, auch auf den Einsatz der Orgel wird verzichtet. Offensichtlich hat sich Weber in seiner religiösen Haltung von einem ganz bestimmten Prinzip leiten lassen, das in den letzten Sätzen besonders deutlich in Erscheinung tritt: der Reduktion aller äußeren Mittel zugunsten einer Vertiefung und Verinnerlichung der Komposition.
Wesentlich für die musikalische Interpretation des Textes ist der Einsatz von verschiedenen Tonarten mit ihren jeweils spezifischen Stimmungswerten, denen Weber in sehr sensibler Art nachspürt. Die Haupttonart ist Es-Dur, das aber nur im Kyrie, im Offertorium sowie im letzten Abschnitt des Agnus Dei verwendet wird. Jeder Satz der Messe hat seine eigene Tonsphäre, trotzdem sind die einzelnen Sätze durch ihre Terzverwandtschaften (Medianten) miteinander verbunden. Innerhalb der Sätze finden immer wieder Modulationen statt; so bilden sich Inseln mit zum Teil ganz ungewöhnlichen Tonarten zur Charakterisierung des Stimmungsgehalts der betreffenden Textstellen, wie as-Moll, Ces-Dur … (siehe Anmerkungen im folgenden Text). Auf den Einsatz der hellen Kreuztonarten wird, mit Ausnahme des Benedictus, ganz verzichtet.

## Die einzelnen Sätze der Messe

### Kyrie (Adagio ma non troppo)
Der erste Satz der Messe beginnt mit einem mächtigen Es-Dur-Akkord und einem darauf folgenden Oktavfall, intoniert vom vollen Orchester und Chor. Dieses kleine Motiv ist im Grunde ein gewaltiges Tonsymbol: die Vater-Gottheit neigt sich der um Erbarmen flehenden Menschheit. Im weiteren Verlauf folgen auf kontrapunktische Partien mit Imitationen der einzelnen Stimmen kürzere, zusammenfassende, klangvoll-homophone Einwürfe.
Die Anrufung der zweiten Person (Christe eleison) hebt sich kontrastierend vom ersten Teil ab, und zwar durch Tempo-, Takt- und Tonartenwechsel (Andante, ¾-Takt, As-Dur). Der ganze Abschnitt ist getragen von einer Empfindung der Innerlichkeit. Der Solotenor ruft dreimal die Person Christi an und der Chor antwortet mit zwei kurzen Einwürfen eleison.
Der dritte Teil beginnt überraschenderweise mit einem hoch dramatischen Abschnitt in as-Moll, einer Tonart, die nur sehr selten Verwendung findet, bevor dann das Tonsymbol des Anfangs und seine Fortsetzung wieder aufgegriffen werden und den Satz zum Abschluss bringen.

### Gloria (Allegro maestoso)
Das textreiche Gloria steht im strahlenden C-Dur und ist deutlich in drei Abschnitte gegliedert. Bevor der Chor mit dem Lobgesang einsetzt, erklingt ein kurzes Orchestervorspiel, ein Unisono-Motiv aus den Tönen des C-Dur-Dreiklangs, das – teils auch in variierter Form – den ersten Teil einheitlich zusammenschließt.
Auch der zweite Abschnitt (Qui tollis …) weist eine einheitliche Struktur auf. Weite Strecken werden vom Sopransolo im piano vorgetragen, begleitet von zarten Akkorden der Streicher in einer gleichmäßigen Viertelbewegung.
Der dritte Teil (Vivace) wird beherrscht von einer Chorfuge. Am Schluss erklingt in Verbindung mit dem Wort Amen wieder das instrumentale Motiv des Anfangs, klanglich gesteigert durch den Einsatz des ganzen Orchesters.

### Credo (Andante)
Die nächsten beiden Sätze des Ordinariums (Credo und Sanctus) hätten Weber die Gelegenheit geboten, die Brillanz seiner musikalischen Sprache zu entfalten, wie der Text es sogar nahelegt. Weber verzichtet bewusst darauf und wendet sich bereits im Credo (As-Dur) auf weiten Strecken gebetsartig-meditativ nach innen. Auf diese Weise erschließt er neue Schichten des liturgischen Textes.
Der Satz beginnt zwar mit einer zweitaktigen Unisono-Einleitung der Streicher im fortissimo, bevor der Chor im Unisono zum ersten Mal das Wort Credo in langen Notenwerten kraftvoll intoniert. Dieses Dreiton-Motiv erklingt insgesamt sechsmal während des Satzes und bildet gleichsam die Säulen, auf denen die ganze Komposition ruht. Es erscheint am Anfang und am Schluss und gliedert den musikalischen Verlauf – dem Text gemäß – in fünf deutlich voneinander abgesetzte Teile.
Die Vertonung der ersten Glaubensartikel (Abschnitt 1–3) erfolgt vorwiegend in einer kontrapunktischen Satztechnik mit Imitationen der einzelnen Chorstimmen. Das Orchester begleitet dezent. Nur an einer Stelle kommt es einmal zu einer größeren Klangentfaltung.
Der folgende vierte und längste Abschnitt bezieht sich auf das Leben, Sterben und die Auferstehung Christi. Der Anfang (Et incarnatus est) ist den vier Solisten vorbehalten, die ausschließlich von den Holzbläsern begleitet werden, eine Stelle von besonders eindrucksvoller Klanglichkeit. In ihrem melodischen Verlauf zeichnet die Holzbläsergruppe den Abstieg der sich inkarnierenden Seele vom Himmel zur Erde nach. Die sich anschließende musikalische Gestaltung der Kreuzigung steht in Des-Dur und überraschenderweise in pianissimo. Die ganze Stelle ist wie in ein Dunkel getaucht, gemäß dem Bericht der Evangelisten, die von einer Sonnenfinsternis berichten. Als Kontrast dazu folgt dann die musikalische Schilderung der Auferstehung und des Gerichts über Lebende und Tote (in Ces-Dur!).
Zu Anfang des fünften Abschnitts greift Weber zunächst auf den ersten Teil zurück. Erst ganz am Schluss (et vitam venturi saeculi) kommt es zum Einsatz des vollen Orchesters, einschließlich der Pauken und Trompeten.

### Offertorium (Allegro)
Wie bereits erwähnt, hat Weber das Offertorium als Huldigung für den sächsischen König Friedrich August I. in das Messordinarium eingefügt. Im Zusammenhang mit dem Organismus der anderen Sätze bildet es aber gleichsam einen Fremdkörper; denn es handelt sich dabei um eine opernhafte Bravour-Arie. Bereits die ausgedehnte pomphafte Orchestereinleitung mit Pauken und Trompeten, die Weber im Übrigen nur sehr sparsam einsetzt, sprengt den liturgischen Rahmen. Die Arie als solche konzipierte er ganz im Hinblick auf die phänomenalen Fähigkeiten des Kastraten Filippo Sassaroli, der wegen seiner „wunderbaren und kolossalen“ Stimme und seiner gesangstechnischen Meisterschaft sehr berühmt war. Weber bietet ihm reichlich Gelegenheit, sein enormes Können unter Beweis zu stellen: durch Koloraturen, die Gestaltung von Spitzentönen, langen Tönen und Trillern, die bis zu fünf Takte gehalten werden. An mehreren Stellen sieht Weber Fermaten vor, an denen der Sänger mit frei improvisierten Kadenzen brillieren kann. Der Chor hat nur eine untergeordnete, begleitende Funktion.
Wenn man heute die Sopranarie von einer hohen Frauenstimme singen lässt, wird diese naturgemäß keineswegs die eminenten Wirkungen einer Kastratenstimme hervorrufen können; zugleich werden aber auch die opernhaften Effekte gemildert, sodass sich der Satz besser in den Gesamtzusammenhang einfügt. Im Gegensatz zu einer liturgischen Verwendung sollte man bei einer konzertanten Aufführung aber nicht auf diesen Satz verzichten.

### Sanctus (Adagio)
Das Prinzip der Reduktion aller äußeren Mittel zugunsten einer Verinnerlichung zeichnet sich hier besonders deutlich ab. Das gewaltige Dreimalheilig der Cherubim (nach Jesaja) nimmt Weber ganz zurück; es steigt im pianissimo aus den Tiefen der Männerstimmen über den Alt zum Sopran auf in lang ausgehaltenen Akkorden. Eine besondere Nuance sind die synkopischen Paukenschläge zusammen mit dem Pizzicato der Bässe, während das übrige Orchester aussetzt. Erst beim Wort Sabaoth und dem sich anschließenden Pleni sunt coeli entfaltet sich der ganze Glanz von C-Dur.
Die ausgedehnte Hosanna-Fuge (Allegro) folgt nicht mehr den Bauprinzipien des Barock und weist auch einen ganz anderen Charakter auf. Allerdings erinnert die gleichmäßig verlaufende Achtelbewegung in den Orchesterbässen an die Form des alten Basso continuo.
Das Benedictus (Larghetto) zeichnet sich durch den Einsatz ganz erlesener Klangfarben aus; auch der Chor wird in diesem Sinne mit einbezogen. Die Holzbläser – es spielen nur Klarinetten und Fagotte und zusätzlich die Hörner – haben ausschließlich eine akkordisch-begleitende Funktion. Trompeten und Pauken schweigen, ebenso die Violinen und Bratschen. Alles ist in eine dunkle Klangfarbe getaucht. Es entsteht aber nirgends der Eindruck von Bedrückung oder Schwere; schon allein die Tonart G-Dur und der schwingende 6/8-Takt wirken einer solchen Stimmung entgegen. Vielmehr durchzieht eine gebetsartige Frömmigkeit die Arie. Die instrumentale Hauptstimme wird von den Violoncelli gespielt; sie bilden gleichsam den Dialogpartner zum Solosopran, der sich als einzig helle Stimme über dem Instrumentarium und dem Chor erhebt.

### Agnus Dei (Largo)
Der letzte Satz des Ordinariums beginnt in c-Moll, das als gleichnamige Molltonart an das C-Dur des Sanctus anschließt. In großer Eindringlichkeit wenden sich die Solisten (zunächst ohne den Sopran) und auch der Chor mit der Bitte um Erbarmen an das Lamm Gottes, wie Johannes der Täufer Jesus Christus nannte. Das Streichorchester begleitet sehr dezent in Akkorden mit einer unentwegt sich wiederholenden kurzen rhythmischen Formel, die untergründig Unruhe und Bedrängnis über den ganzen ersten Teil verbreitet.
Mit der Bitte um Frieden hellt sich die Stimmung auf (Es-Dur). Nun tritt auch die Sopranstimme zu den anderen Solisten hinzu und die Holzbläser werden in die Begleitung mit einbezogen. Die Hoffnung auf Frieden wird in dem pianissimo verklingenden Schluss allerdings getrübt durch das Wiederaufgreifen des rhythmischen Motivs. So entlässt das Werk den Zuhörer in einer nachdenklichen Stimmung.